# Plantada del chopo (Rincón de Ademuz)

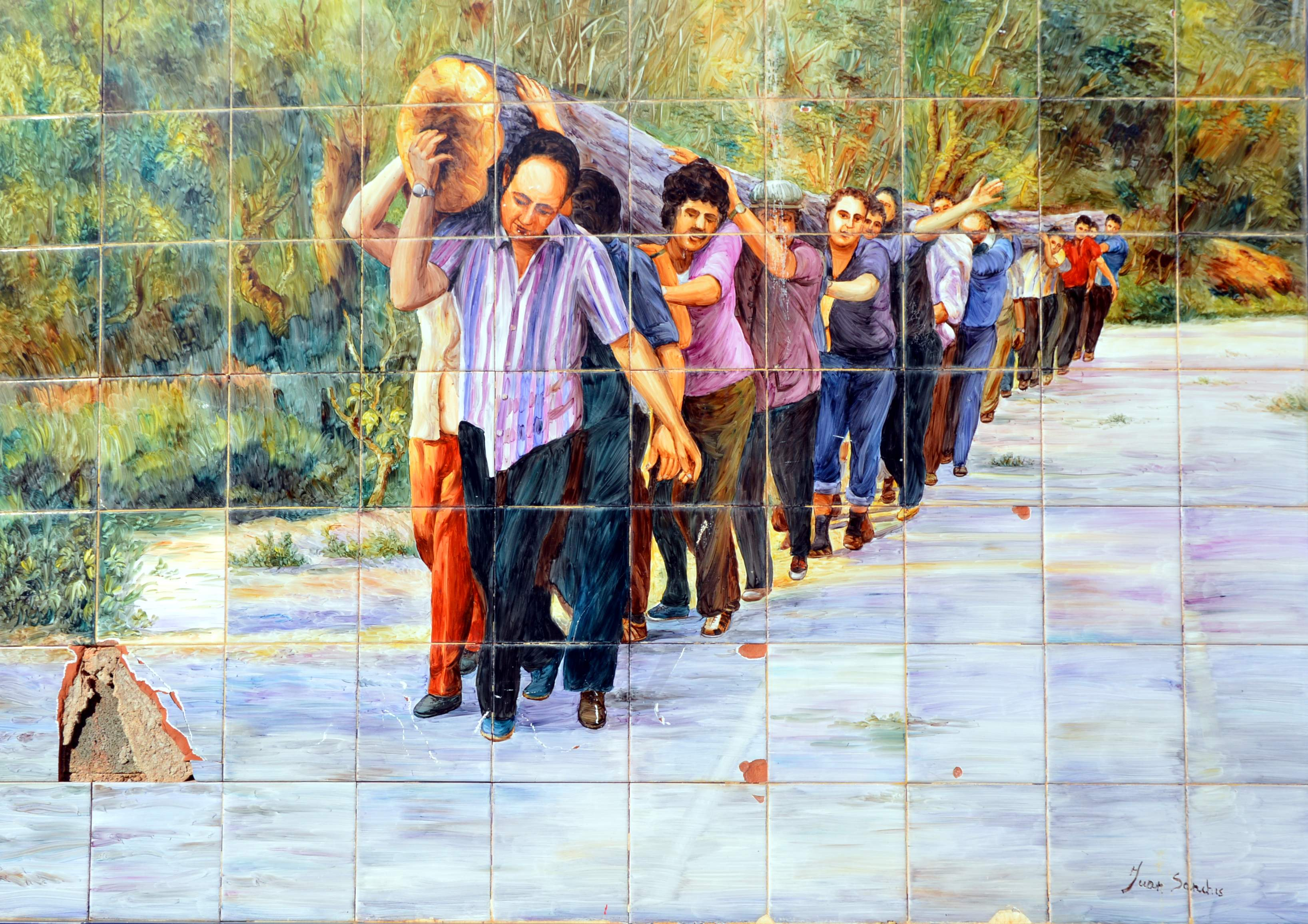
Detalle de plafón cerámico en la «fuente del Tornajo» de Casas Altas (Valencia), representando la subida del chopo de Pascua

La Plantada del chopo es una celebración tradicional del Rincón de Ademuz, aunque no exclusiva de la comarca, en la provincia de Valencia (Comunidad Valenciana, España).

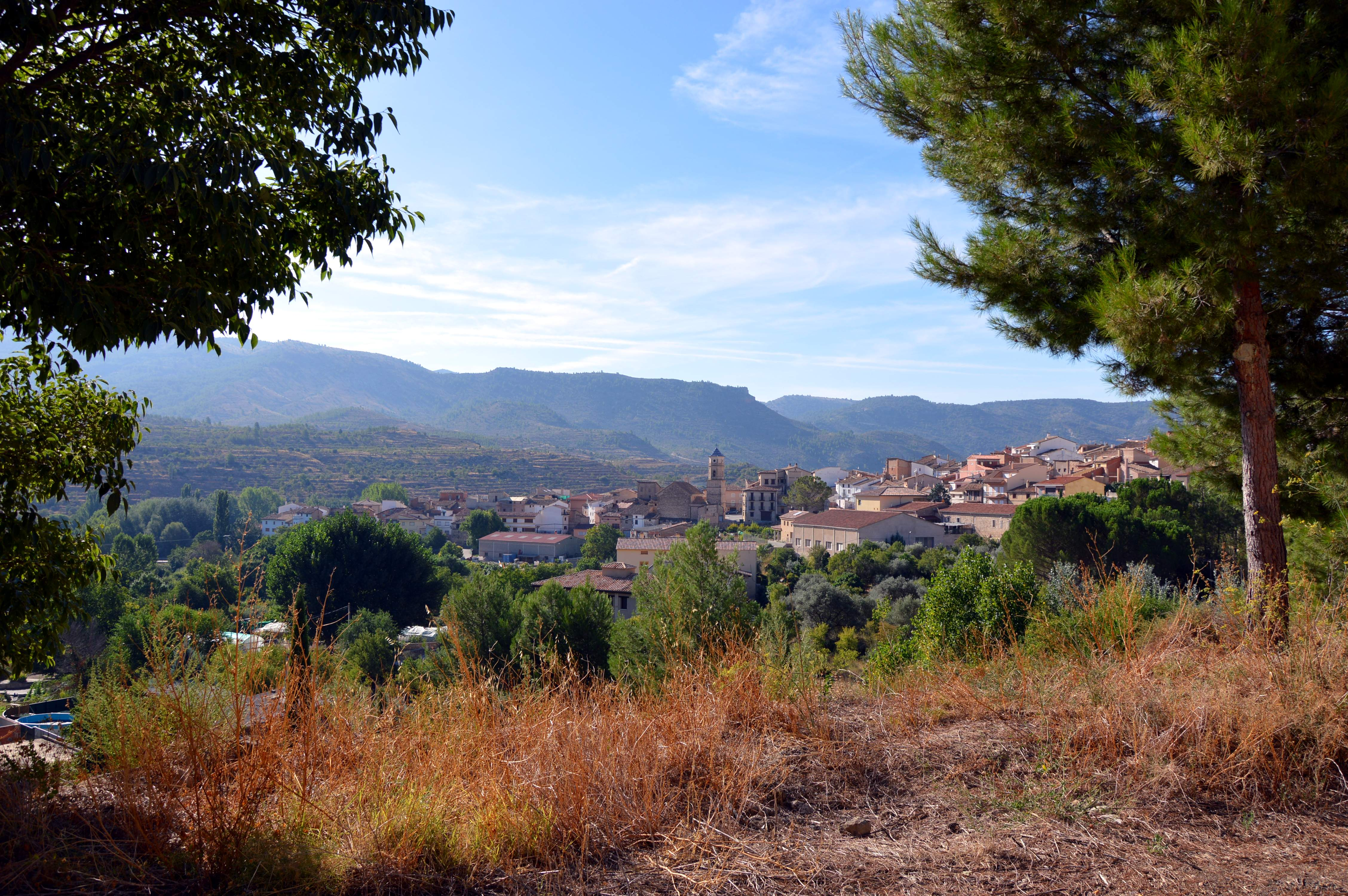
Vista parcial de Casas Altas (Valencia) desde la CN-330a

Antaño se celebraba en casi todos los pueblos de la zona, en la actualidad solo pervive en Casas Altas y en Castielfabib, con intentos de recuperación en Torrebaja.
Aunque de origen ancestral, la celebración festiva se halla vinculada a la Pascua Florida.

## Historia y significación
El origen histórico de esta arraigada costumbre popular resulta tan difícil de establecer como su significado, en tanto se relaciona con el árbol, el más global de los símbolos, cuya representación alcanza a todas las culturas y a todos los tiempos por su estructura orgánica: raíces, tronco y ramas (=cuerpo, mente y espíritu), y en tanto simboliza los contrarios universales: vida y muerte, bien y mal, sabiduría ignorancia, lo que constituye una perfecta alegoría de la perpetua renovación de la Naturaleza.-

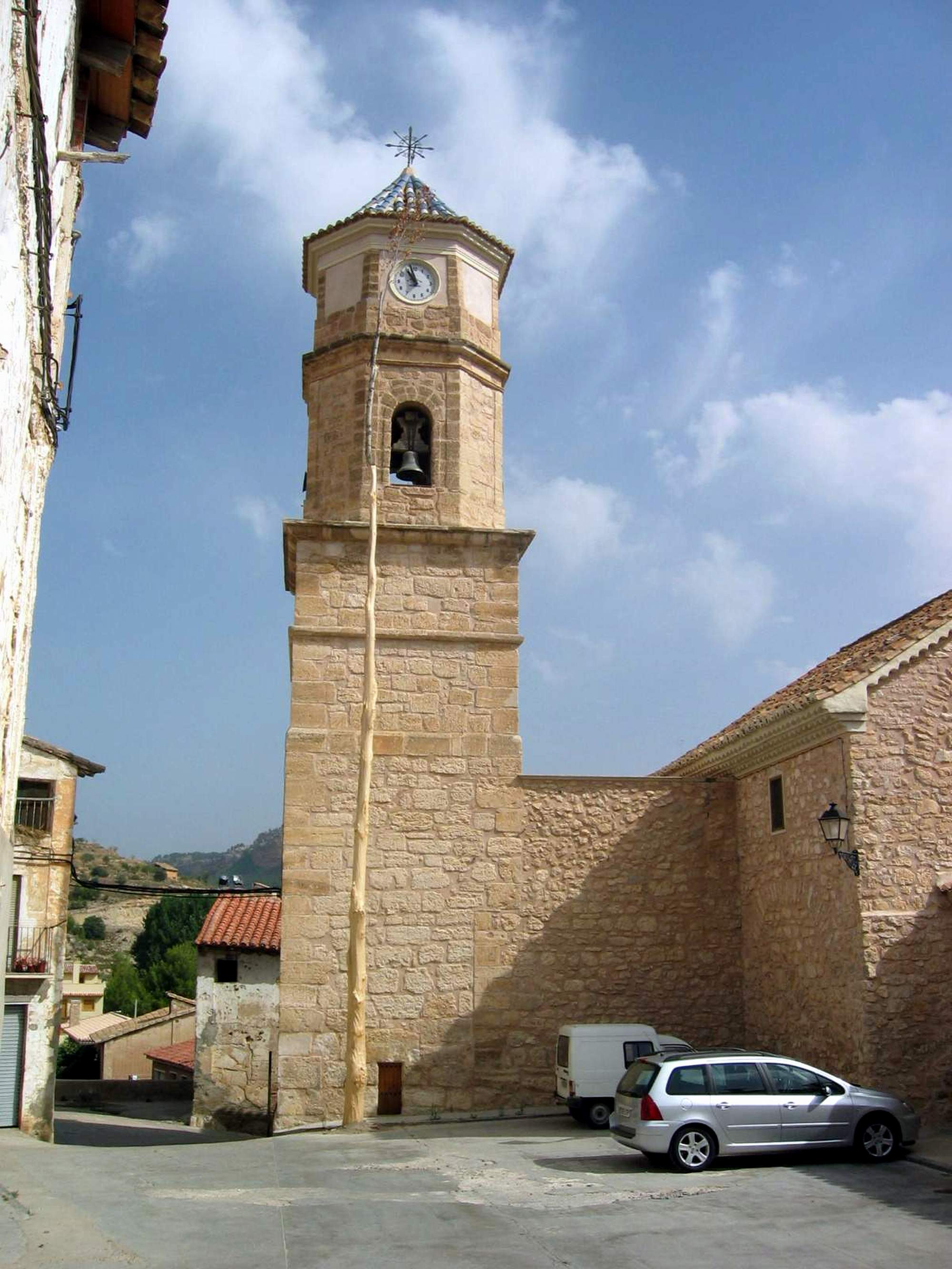
Vista de la torre-campanario de la parroquial de Casas Altas (Valencia), con detalle del chopo de Pascua plantado.

Se desconoce el origen de su celebración en los pueblos del Rincón de Ademuz, pero el hecho de que tenga lugar en una zona rural en primavera indica que la fiesta se halla vinculada con los ritos propiciatorios de las fertilidad y las cosechas:

«De la misma forma, por su peculiar simbología fálica, también podría clasificarse el evento como una rudimentaria celebración pagana de la fertilidad, tan característica de las sociedades agrarias en la estación primaveral. Precisamente, los principales protagonistas de la fiesta son los hombres jóvenes, en especial los mozos (quintos) que cada año iban a realizar el servicio militar obligatorio».
Del paisaje, alma del Rincón de Ademuz, Alfredo Sánchez Garzón

El otro protagonista de la fiesta es el chopo en sus variantes locales –el chopo lombardo (Populus nigra L.) y el chopo blanco (Populus alba L.)-, cuya forma, una vez pelado y plantado evoca la pretendida simbología fálica y su relación con el órgano sexual masculino, la cópula y la reproducción:

«En las sociedades rurales, tan inequívoca simbolización debe hacerse extensiva a la fertilidad de los campos, como ofrenda a las dedidades de la naturaleza, invocando una buena cosecha y la pervivencia del grupo».
Del paisaje, alma del Rincón de Ademuz, Alfredo Sánchez Garzón

En última instancia, la plantada del chopo puede incluirse de pleno derecho entre las celebraciones con «árbol festivo»: de primavera (Pascua florida), relacionada a su vez con otras celebraciones en las que se emplea el elemento vegetal: Enramadas, Cruces de mayo, Corpus Christi, árboles de Navidad y mayos invernales (hogueras de san Antón).-
En el Rincón de Ademuz, la fiesta de la plantada del chopo tiene lugar en la Pascua florida (finales de mayo, principios de junio), lo que hace pensar que su relación con una festividad religiosa corresponde a la cristianización de una preexistente celebración pagana. En cualquier caso, constituye «una representación de simbología sobrenatural», lo que se pone de manifiesto «en la desafiante erección de un soberbio tronco (de chopo) pelado», clavado en el suelo de un lugar público, como la plaza central de cada pueblo.

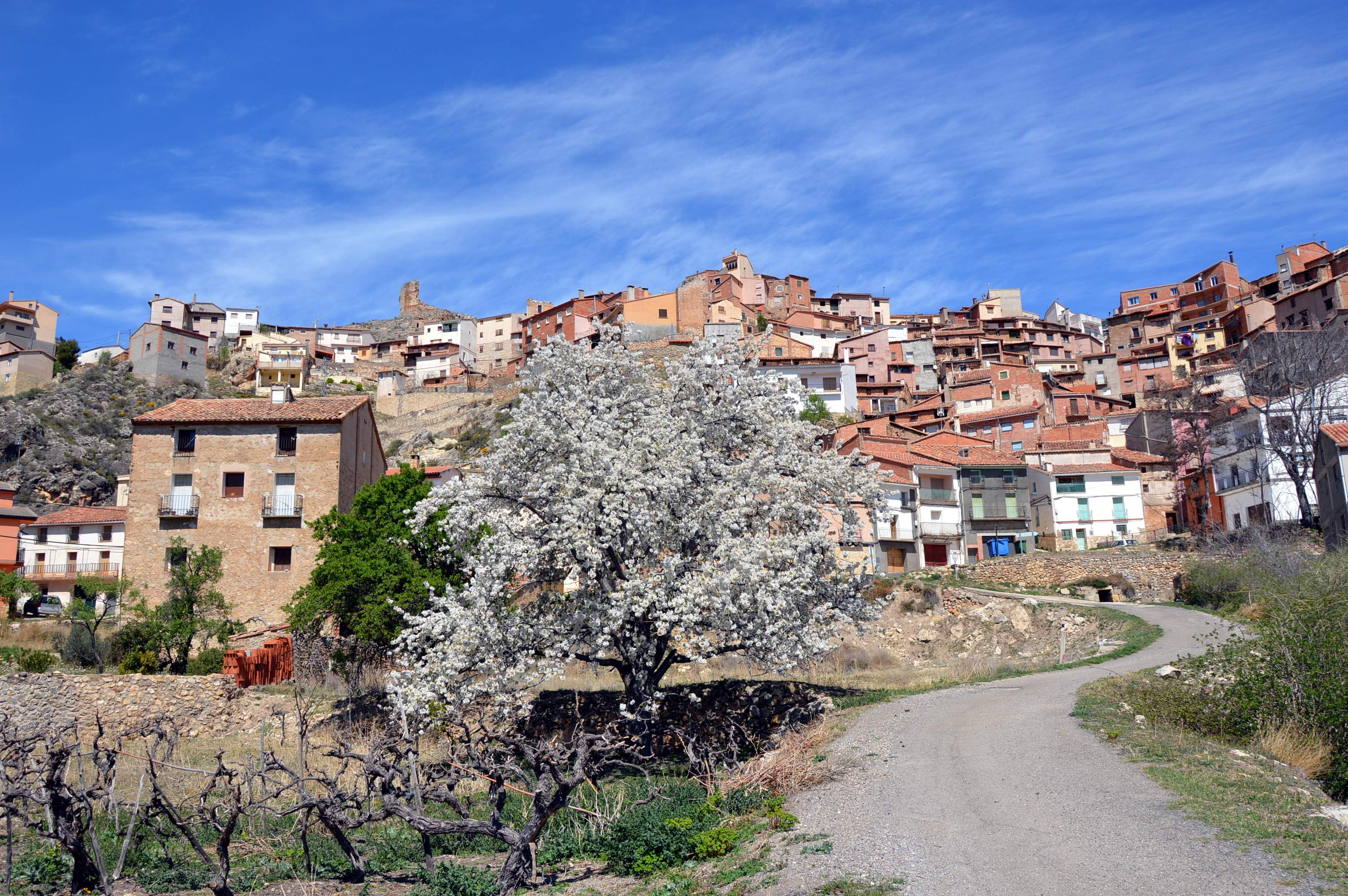
Vista parcial de Castielfabib (Valencia), desde la Vega Zaragoza, con detalle de cerezo en flor.

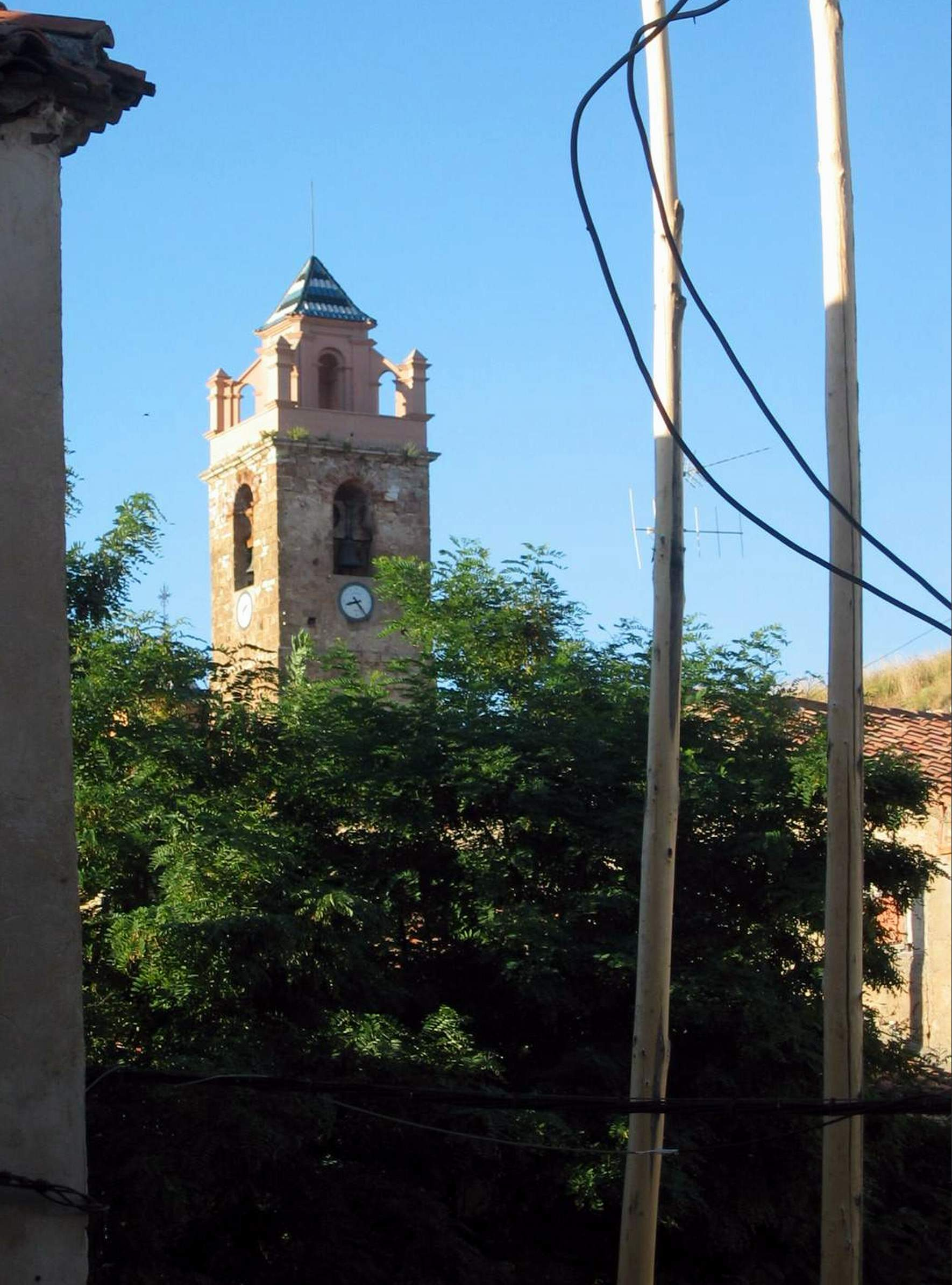
Vista parcial de la torre-campanario de la parroquial de Castielfabib (Valencia), con detalle de los chopos de Pascua plantados.

## Descripción
Tradicionalmente, la celebración tiene cuatro fases principales, cuyo desarrollo constituye propiamente la fiesta de la plantada del chopo:
- Selección y tala del chopo: los mozos (antaño en quintas) se dirigen a las riberas de los ríos (Bohilgues, Turia y Ebrón) y seleccionan un chopo recto y de buen tamaño. Una vez seleccionado el árbol se tala (antaño con hachas, hoy con motosierra).
- Desmoche y limpieza: una vez talado, el chopo se limpia de ramas y se pela (en algunos lugares el descortezado tiene lugar en el lugar de la plantada).
- Arrastre y subida: una vez desbastado el árbol se saca de la ribera y se sube a hombros de los mozos hasta la plaza o lugar de la plantada -nunca se arrastra-: pues la subida debe implicar contracto con el árbol y esfuerzo comunitario.
- Plante y erección: una vez el árbol en el lugar de la plantada se hace un agujero en el suelo y se planta: el levantamiento del chopo requiere técnica y esfuerzo humano, empleándose cuerdas y soportes en forma de tijera, hechos mediante dos palos cruzados anudados en un extremo.

Antes del izado del chopo, mediante cuerdas se ata en el extremo una rama de pino, a modo de penacho y ornamento vegetal. Ello ha llevado a pensar a algunos que antiguamente se utilizaban pinos en vez de chopos para la plantada, pero otros explican el hecho porque en el momento estacional en que se celebra la fiesta a los chopos no les han brotado todavía las hojas o estas son  muy pequeñas.

## Variantes locales
En Castielfabib, en vez de un chopo se utilizan dos, acarreados hasta la plaza de la villa al atardecer del día de Viernes Santo. Al día siguiente por la tarde (Sábado Santo), se pelan y plantan uno junto al otro, separados por varios palmos. Lo peculiar de esta doble plantada es que entre ambos chopos se hace un arco de sargatillo (Salix purpurea) y ramas de ciprés, las variedades vegetales no son casuales, ya que el sargatillo, primer árbol que florece en primavera, simboliza la castidad, y el ciprés (Cupressus sempervirens) la inmortalidad, por alusión a la incorruptibilidad de su madera, amén de otros significados. Con todo, el simbolismo y su significación es mucho más profundo de lo que pudiera parecer, ya que todas las culturas mediterráneas han atribuido al sargatillo (también conocido como agnocasto, sauzgatillo, sauce gatillo...), propiedades relacionadas con la castidad, hasta el punto de que «las matronas que guardaban castidad en los sacrificios a Ceres (diosa de la Agricultura), se acostaban sobre sus hojas». Asimismo, agnus significa cordero, de ahí que agnus castus pueda traducirse como «Casto Cordero», símbolo cristiano de la castidad.
Para reponer fuerzas, los mozos comen el típico regañado y beben calimocho, basado en vino y un refresco. Tras la plantada un joven asciende por el tronco de chopo, hasta veinte metros, para desatar las cuerdas que han servido para izarlo. Por la noche del sábado la rondalla pasa por las calles cantando la «Aurora», deteniéndose delante de las casas de los «mayorales» y «mayoralesas» de ese año, representados por «mancebos y doncellas», proclamados la semana anterior, en la misa del Domingo de Ramos. En la madrugada del Domingo de Resurrección se bandean las campanas, convocando a la Procesión del Encuentro, acto en el que se hacen las «Cortesías» con pases de estandarte, acto que tiene lugar en presencia de los mayorales y mayoralesas: personajes cuyos cargos aluden a los antiguos recaudadores de impuestos, rentas y limosnas vinculados a las cofradías medievales de Castielfabib. Tras la Misa de Resurrección tiene lugar el singular Volteo humano de campanas, momento en que se cabalga la «Guillermina».

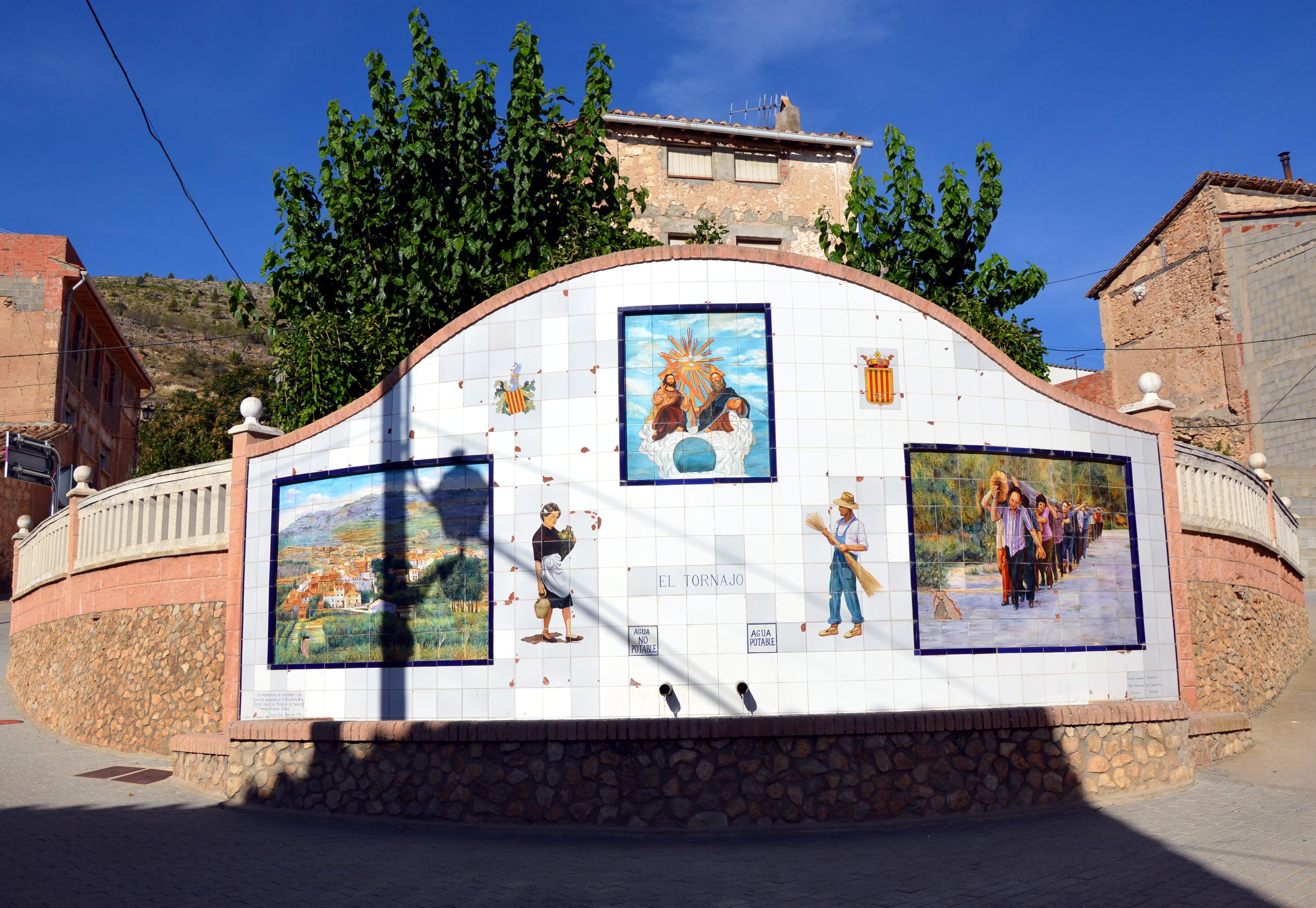
Vista frontal de la fuente del Tornajo en Casas Altas (Valencia), con detalle de los plafones cerámicos que contiene.

En Casas Altas, el chopo se planta en la plaza de la Iglesia (actual plaza de Serafín Manzano), al pie de la torre-campanario, permaneciendo allí hasta la Asunción de la Virgen (14 de agosto). En la parte alta del chopo se solía colgar un conejo vivo atado por las patas con un cordel, a modo de cucaña, para que algún mozo subiera a desatarlo, realizando con ello una prueba de pericia y valor. Actualmente se coloca la piel de un conejo rellena de paja. Una muestra del arraigo de los casasaltenses a la plantada del chopo puede verse en las pinturas cerámicas de la «fuente del Tornajo».
En Torrebaja, el chopo solía talarse del coto escolar de la ribera del Ebrón, actual merendero La Ribera y polideportivo municipal. El chopo lo regalaba el Ayuntamiento, para que los mozos financiaran la fiesta vendiendo su madera a las serrerías locales, tras la plantada. El chopo se plantaba en la plaza del Ayuntamiento, también en la placeta de la Iglesia, hasta que por causa de la despoblación la costumbre decayó hasta olvidarse. En los últimos años, sin embargo, las asociaciones locales están tratando de recuperla.
En Vallanca y su aldea Negrón también existió la tradición de los «árboles cucaña», aunque al presente no se celebra por falta de gente joven.

## Galería

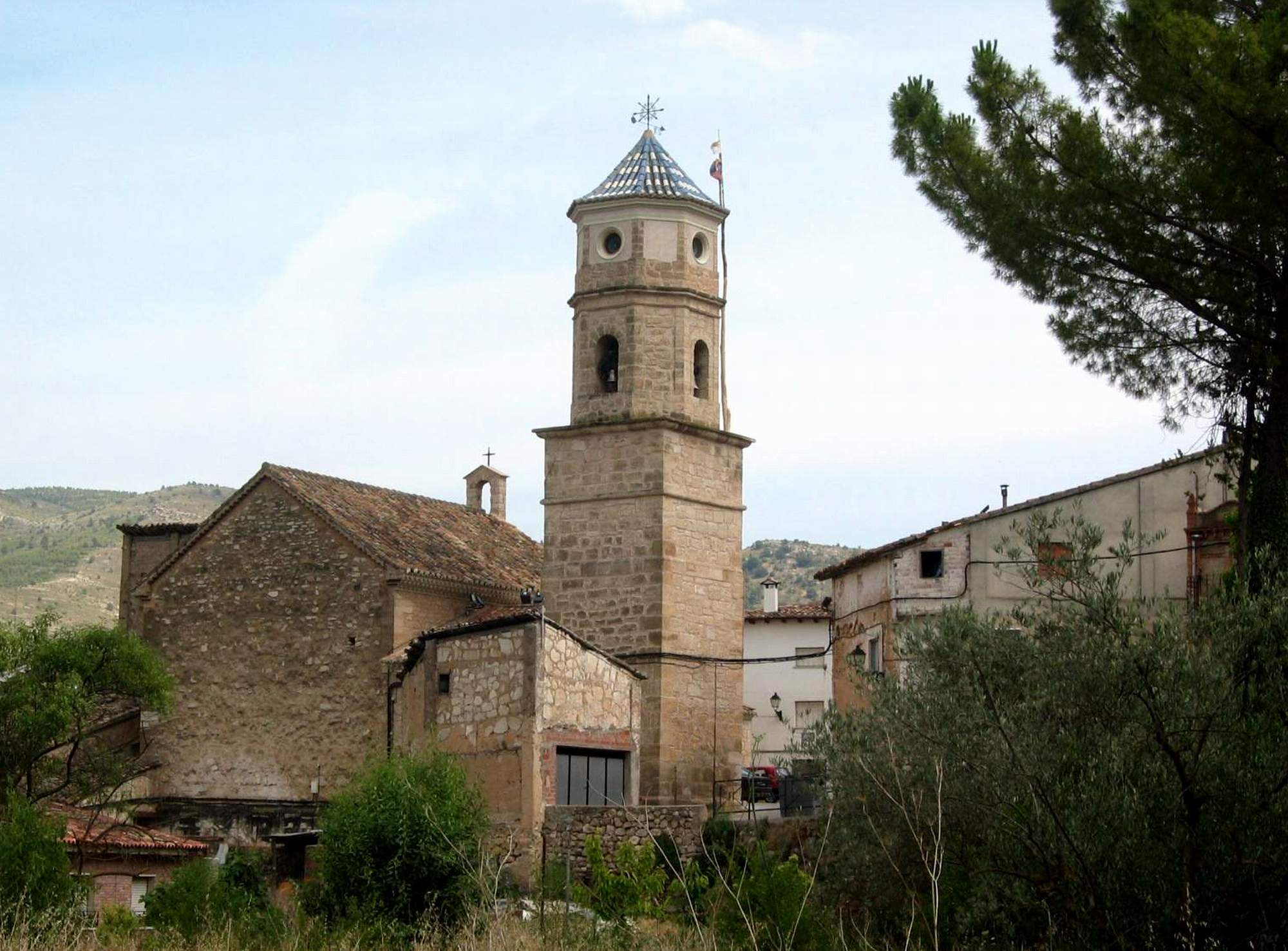
Vista septentrional de la parroquial de Casas Altas (Valencia), con detalle del chopo de Pascual junto al campanario.
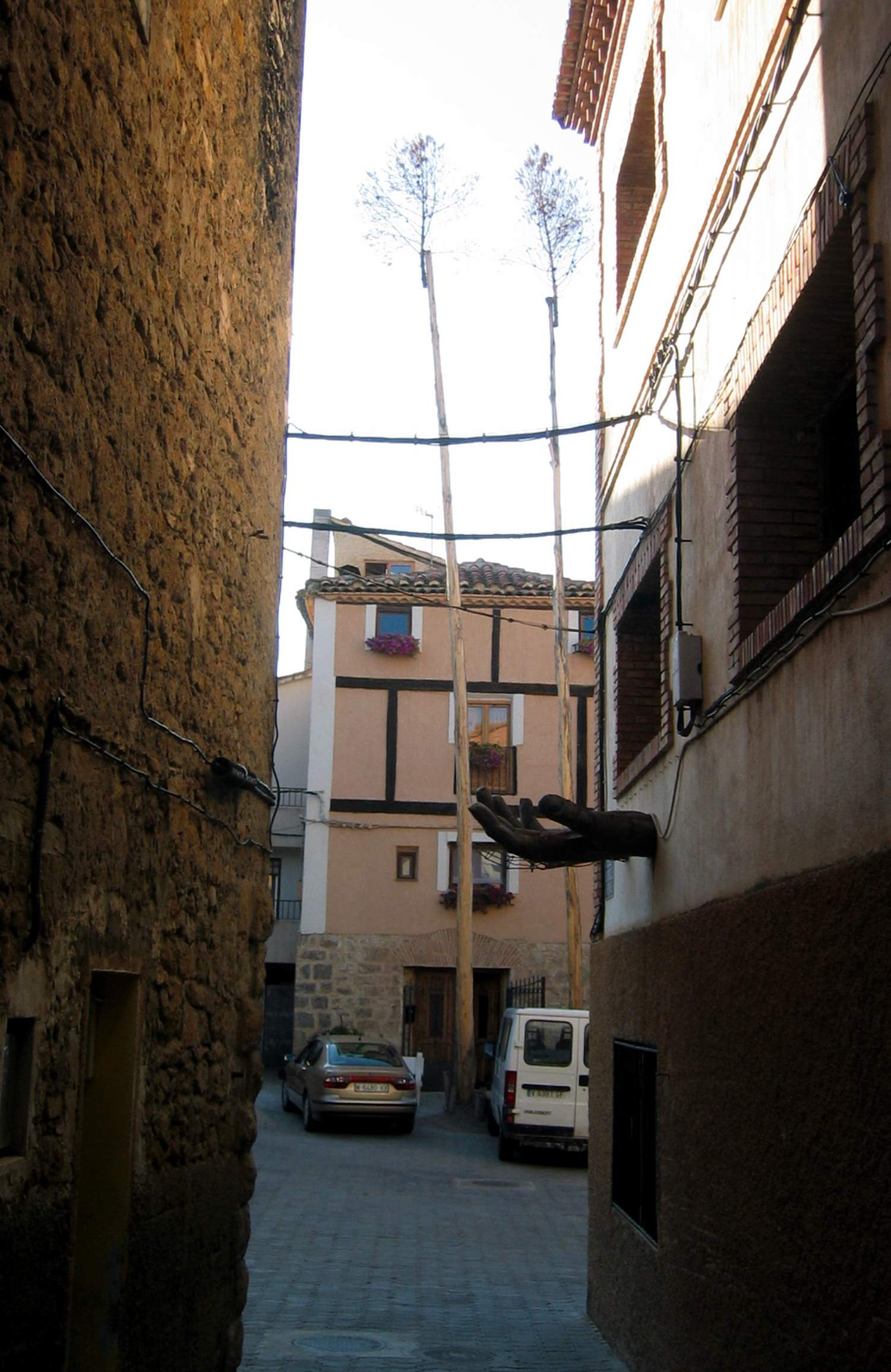
Plaza de Castielfabib (Valencia), con detalle de chopos de Pascua plantados.
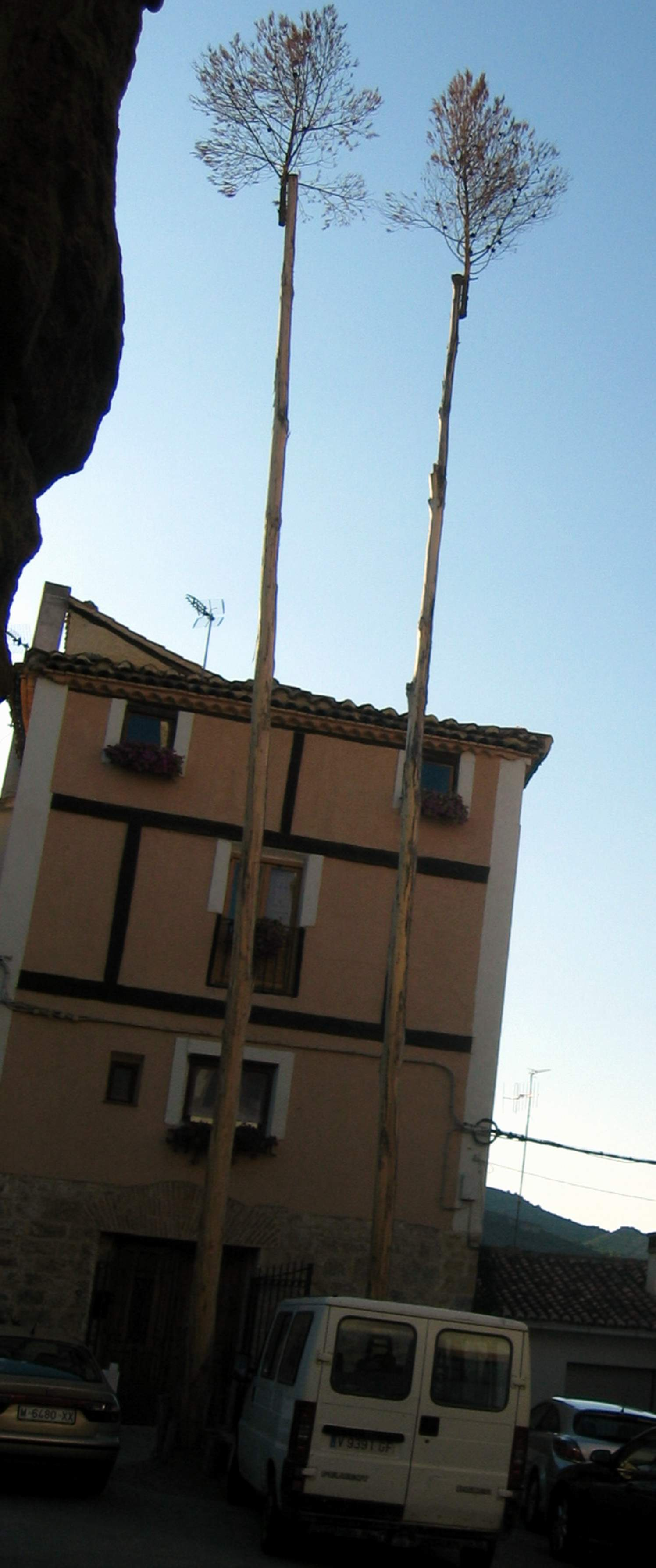
Detalle de chopos de Pascua plantados en la Plaza de Castielfabib (Valencia).
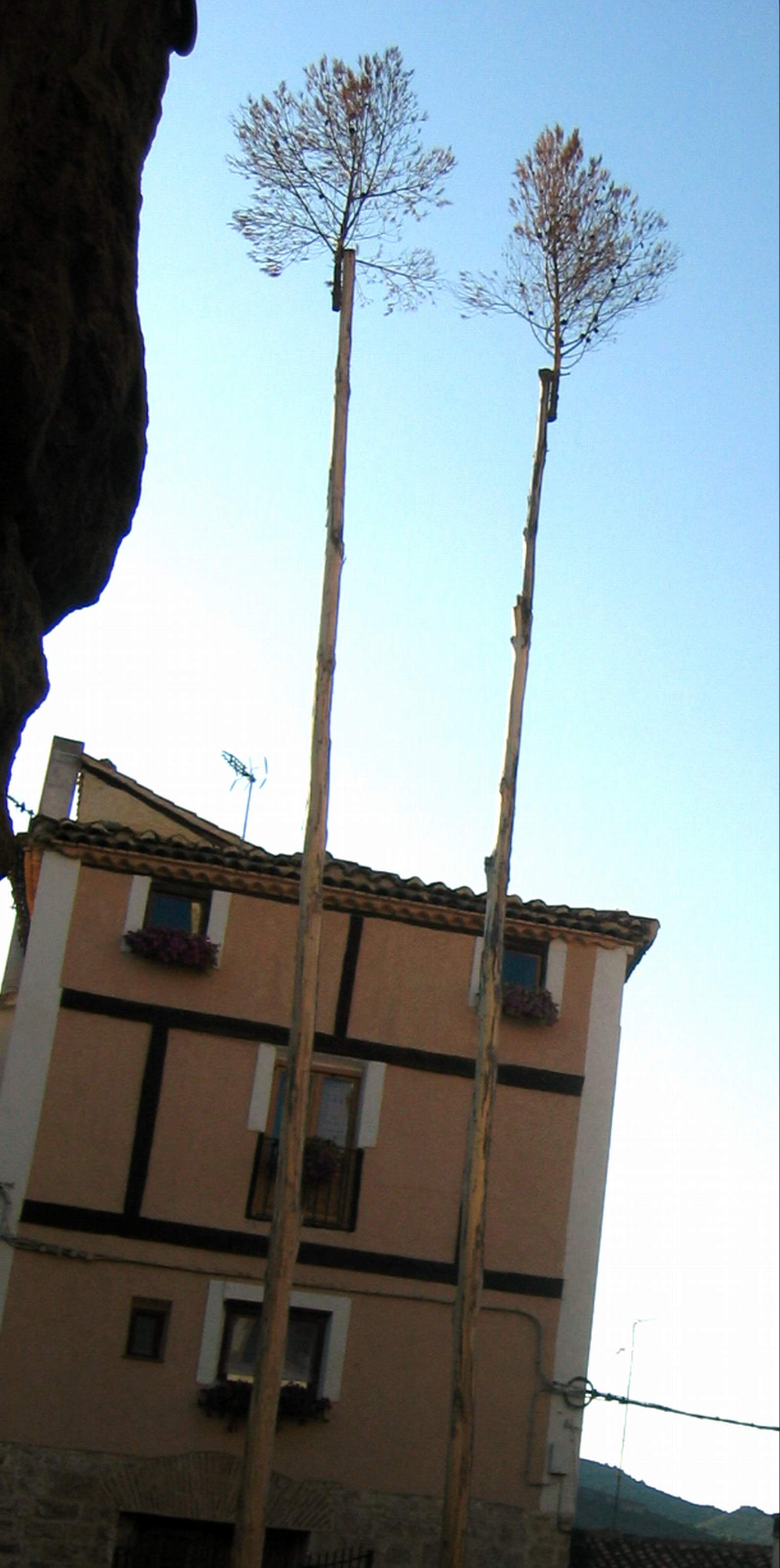
Detalle de chopos de Pascua plantados en la Plaza de Castielfabib (Valencia).